# هاوزن یم ویزنتال
هاوزن یم ویزنتال (به آلمانی: Hausen im Wiesental) یک شهر در آلمان است که در Lörrach واقع شده‌است. هاوزن یم ویزنتال ۶۵۸ نفر جمعیت دارد.

## خواهرخوانده
شهر Hausen bei Brugg خواهرخواندهٔ هاوزن یم ویزنتال هست.